# Козак (річка)
Козак — річка в Україні, у Золотоніському районі Черкаської області. Права притока Чумгака (басейн Дніпра).

## Опис
Довжина річки 17 км, похил річки — 1,1 м/км. Площа басейну 90,3 км². Верхів'я річки пересохле.

## Розташування
Бере початок на південно-східній стороні від села Золотоношки. Спочатку тече на південний, потім на північний схід через Олімпіадівку, Козаче. У Митлашівці повертає на південний схід і біля Білоусівки впадає у річку Чумгак, праву притоку Оржиці.